# Vaga feminista de 2018 a Espanya

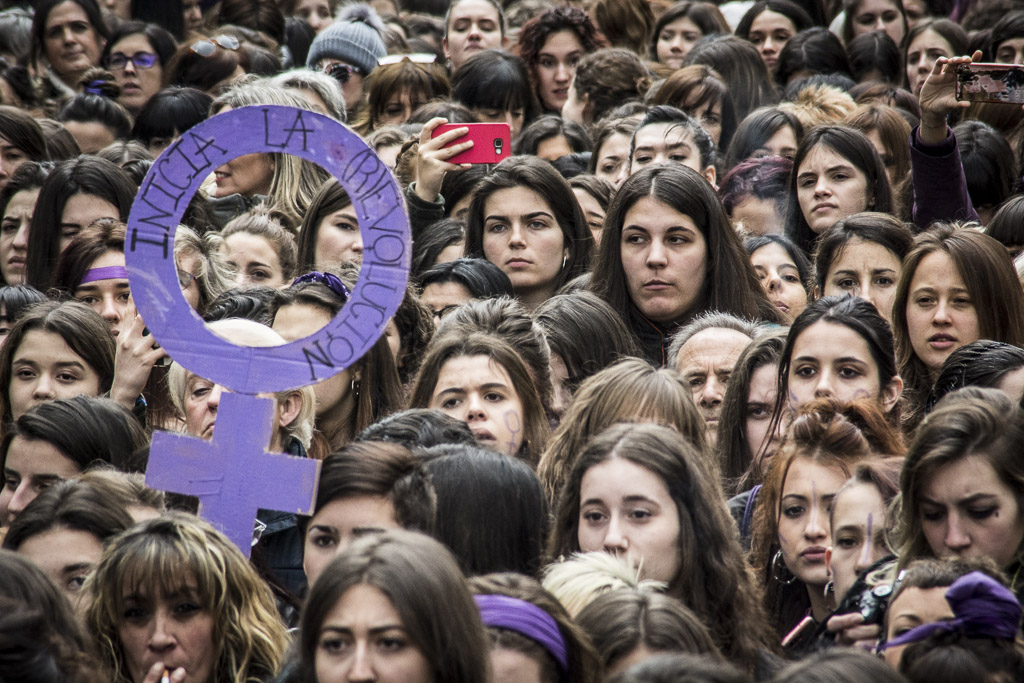
Vaga de les dones a Pamplona, el 8 de març de 2018.

El 8 de març de 2018, Dia Internacional de la Dona Treballadora, les dones espanyoles van fer vaga durant tot el dia per denunciar la discriminació sexual, la violència domèstica i la diferència salarial.

## Descripció
Les participants, van sumar-se a les organitzacions feministes i sindicats i no van anar a treballar ni van realitzar cap treball domèstic ni de cura de nens o de gent gran. A més a més, alguns grups, van demanar una vaga de consum. Els sindicats van estimar que més de 5 milions de dones van participar en la vaga, amb manifestacions massives per totes les ciutats del país.
L'acció va formar part de la Vaga Internacional de Dones anual.